# Ossipee (New Hampshire)
Ossipee település az Amerikai Egyesült Államok New Hampshire államában, Carroll megyében, melynek megyeszékhelye is. Lakosainak száma 4372 fő (2020. április 1.).

## Népesség
A település népességének változása:

| 2010 | 4 345 |
| 2020 | 4 372 |